# 13576 Gotoyoshi
13576 Gotoyoshi eller 1993 HW är en asteroid i huvudbältet som upptäcktes den 16 april 1993 av de båda japanska astronomerna Kazuro Watanabe och Kin Endate vid Kitami-observatoriet. Den är uppkallad efter amatörastronomen Yoshihiro Goto.
Asteroiden har en diameter på ungefär 4 kilometer och den tillhör asteroidgruppen Nysa.